# Demetrio Gómez

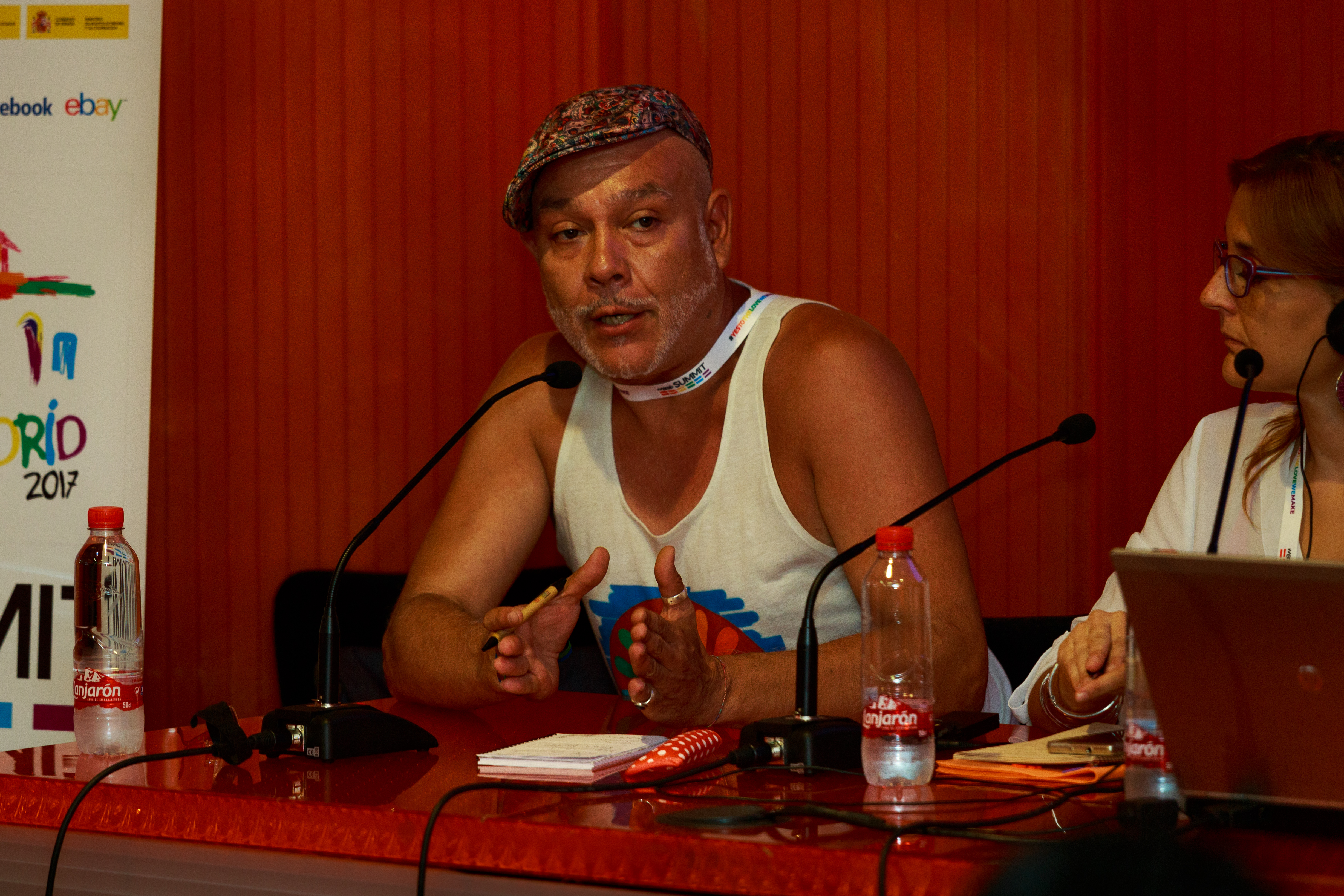
Demetrio Gomez bei der WorldPride 2017 in Madrid

Demetrio „Deme“ Gómez (geboren 1970 in Tijuana) ist ein mexikanisch-spanischer Menschenrechtsaktivist mit Roma-Wurzeln. Er setzt sich insbesondere für LGBT-Rechte ein, ebenso für die Rechte und gegen die Diskriminierung von Roma. So war er 1996 Mitgründer des ersten Europäischen Jugendforums der Roma (FERYP), ist aktiv auf der europäischen LGBTQA+-Roma-Plattform und in der Organisation Ververipen – Roma für Vielfalt und war als Experte und Trainer für den Europarat und die Europäische Kommission tätig.

## Leben und Wirken
Demetrio Gómez kam in jungen Jahren von Mexiko nach Valencia in Spanien und fand bereits als Schüler seinen Weg zum Aktivismus. Zusammen mit anderen gründete er ein Jugendorganisation für Roma, die als die erste in Spanien gilt und vor allem lokal in den ärmeren Stadtteilen von Valencia aktiv war. Über diese Organisation fand Demetrio Gómez Kontakt zur internationalen Roma-Bürgerbewegung, wo er 1996 zu einem der Mitgründer des ersten Europäischen Jugendforums der Roma (FERYP) wurde, einer Organisation mit dem Fokus auf politischer Arbeit. Seine Involvierung in die Arbeit für die LGBT-Community im Rahmen der Romabewegung kam erst später dazu – 2016 nahm Demetrio Gomez hier erstmals an einem internationalen Treffen in Prag teil.
Selbst aus einer Familie mit sehr unterschiedlichen Einflüssen stammend – Demetrio Gómez Großvater floh nach Mexiko, nachdem er im Spanischen Bürgerkrieg auf Seiten der Republikaner gegen die Faschisten gekämpft hatte und heiratete dort eine Frau die einer der indigenen Volksgruppen dort angehört – setzt Demetrio Gómez sich stets für inklusive, dekoloniale und intersektionale Perspektiven ein. Er kämpft gegen Stereotypisierungen und für die Beteiligung von marginalisierten Gruppen an politischen Diskursen. Seine Arbeit hat meist eine internationale Dimension. So war Demetrio Gómez nicht nur für den Europarat und die Europäische Kommission in beratender Funktion und als Trainer tätig, sondern auch für andere internationale Organisationen, die sich gegen Rassismus und Fremdenfeindlichkeit einsetzen und antifaschistisch aktiv sind.
In dem dokumentarischen Kurzfilm We, Queer Roma: Valencia des Regisseurs László Farkas erzählt Demetrio Gómez von seinem Leben als schwuler Rom und interviewt unter anderem Teilnehmer und Teilnehmerinnen der Valencia Critical Pride. Der Film wurde unter anderem im Dezember 2019 auf dem Roma-Filmfestival „Ake Dikhea?“ in Berlin gezeigt.